# اندیس مس شمال غرب زاهدان
مس شمال غرب زاهدان یک اندیس فلزی است که در حوالی شهر زاهدان استان سیستان و بلوچستان قرار دارد و مادهٔ معدنی موجود در آن، مس است.  